# Vladimir Vysotsky

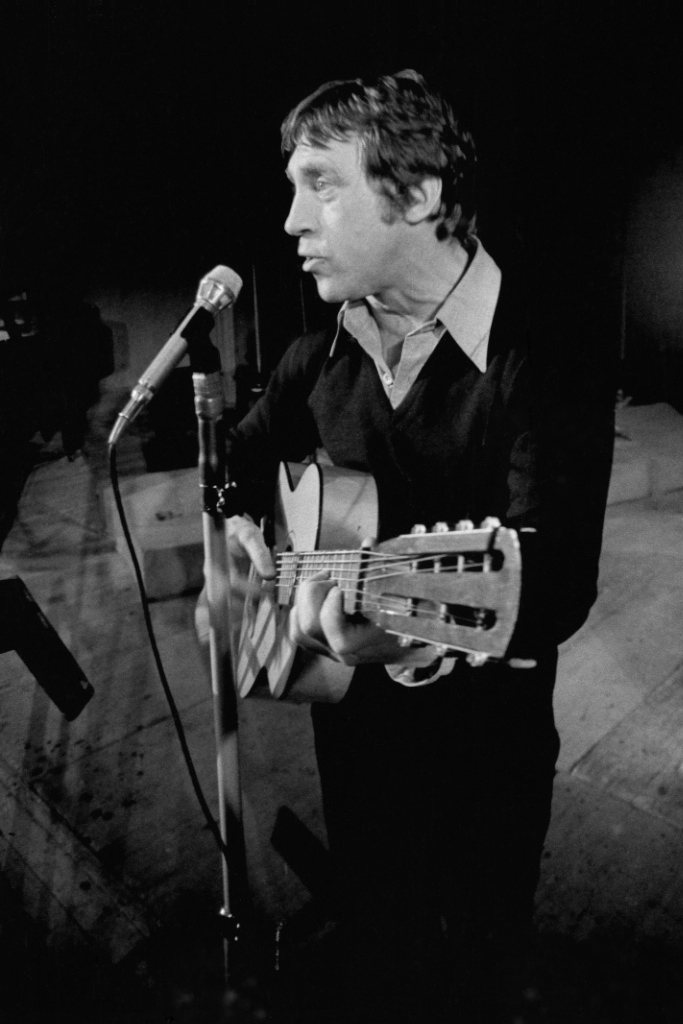

Vladimir Vysotsky (Moscou, 25 de janeiro de 1938 — Moscou, 25 de julho de 1980) foi um cantor, compositor, poeta e ator soviético (russo) de ascendência judaica, cuja carreira teve um efeito imenso e duradouro sobre a cultura russa. Embora conhecido como um cantor e compositor, ele também era um ator de destaque no teatro e de talento multifacetado. Vladimir Vysotsky é frequentemente descrito pela palavra "bardo" (бард), que adquiriu um significado especial na União Soviética. Vysotsky nunca entusiasmou-se com este termo, no entanto. Considerava-se sobretudo um ator e escritor, em vez de um cantor, e uma vez comentou: "Eu não pertenço ao que as pessoas chamam de bardos e menestréis ou o que quer que seja." Apesar de seu trabalho ser ignorado pelo estabelecimento oficial soviético cultural, ele alcançou a fama notável durante sua vida, e até hoje exerce influência significativa sobre muitos dos músicos populares da Rússia e dos atores que desejam imitar seu status de ícone.

## Biografia
Vladimir Vysotsky nasceu em Moscou. Seu pai, Semyon Vladimirovich (1916–1997), judeu, nascido em Kiev, foi um coronel do exército. Sua mãe, Nina Maksimovna, (née Seryogina, 1912–2003), era uma tradutora do alemão para o russo. A família Vysotsky vivia em um apartamento comunitário em Moscou, com sérias dificuldades financeiras. Quando Vladimir tinha somente dez meses, sua mãe teve que retornar ao trabalho no escritório de transcrições do Ministério de Geodésia e Cartografia, ajudando a disponibilizar mapas alemães aos militares soviéticos, podendo assim ajudar seu marido no sustento da família.
A extraordinária inclinação teatral de Vladimir já era óbvia desde tenra idade, provavelmente por influência de sua mãe, uma entusiasta de Teatro. Seus pais se divorciaram quando tinha oito anos de idade, sendo ele então criado por seu pai e sua madrasta de descendência armênia, a quem ele chamava de "tia" Yevgenia. Passou dois anos de sua infância vivendo com o pai e a madrasta em uma base militar em Eberswalde na parte da Alemanha ocupada pela União Soviética após a Segunda Guerra Mundial (mais tarde Alemanha Oriental).
Em 1955, Vladimir matriculou-se no Instituto de Engenharia Civil de Moscou, mas desistiu depois de apenas um semestre para tentar uma carreira de ator. Em 1959, começou a atuar no Teatro Aleksandr Pushkin onde ele teve na maioria das vezes pequenos papéis.
Em 1964, o diretor Yuri Liubímov, que se tornou mentor e amigo íntimo de Vysotsky, convidou-o para integrar o popular Teatro de Drama e Comédia de Moscou em Taganka. Lá, Vysotsky foi destaque com seus papéis principais em Hamlet, de Shakespeare, e A Vida de Galileu , de Brecht. O companhia do Teatro Taganka estava sujeita a frequente perseguição estatal por sua presumível impureza étnica e deslealdade política,[carece de fontes?] que inspirou Vysotsky identificar-se como um "Yid sujo" (жид пархатый). Na mesma época, ele também apareceu em vários filmes, onde eram executadas algumas de suas canções, por exemplo, Vertikal ( "A Vertical") , um filme sobre alpinismo. A maioria dos trabalhos de Vysotsky é a partir desse período, entretanto, não obteve o reconhecimento oficial e, portanto, nenhum contrato da Melodiya, a monopolista indústria fonográfica soviética. No entanto, sua popularidade continuou a crescer, já que, com o advento dos gravadores de fita portáteis na União Soviética, sua música tornou-se disponível para as massas sob a forma de reproduções de gravações de áudio caseiras, posteriormente, em fitas cassete. Tornou-se conhecido por seu original estilo de cantar e por suas letras, que apresentavam o comentário social e político no jargão de rua, muitas vezes bem-humorado. Suas letras eram entoadas por milhões de pessoas na União Soviética, em todos os cantos do país, e suas canções eram cantadas em festas caseiras e shows amadores.

## Relacionamentos
Sua primeira esposa foi Iza Zhukova, em 1961 conheceu sua segunda esposa, Ludmilla Abramova, com quem se casou em teve dois filhos, Arkady e Nikita. Enquanto estava casado com Ludmilla Abramova, Vysotsky teve uma amante, Tatyana Ivanenko, e mais tarde, em 1967, se apaixonou por Marina Vlady, uma atriz francesa com antepasados russos, que naquele momento trabalhava na Mosfilm em  co-produção franco-soviética. Vlady tinha sido casada e tinha três filhos, enquanto Vysotsky tinha dois.Seu amor foi apaixonado e impulsivo, alimentado pelo exotismo de Vlady, uma francesa na URSS e por a popularidade incomparável de Vysotsky em seu país. Se casaram em 1969.
Durante dez anos mantiveram um relacionamento a distância, com Vlady trabalhando na França, mas procurando passar mais tempo em Moscou, enquanto os amigos de Vysotsky usavam de sua influência para ajudá-lo a conseguir sair do país e estar com sua mulher. Vlady finalmente entrou para Partido Comunista da França, o que lhe outorgou um visto ilimitado para entrar e sair da União Soviética, e também brindou a Vysotsky com uma certa imunidade contra a perseguição do governo, já cansado de sua poesia  anti-soviética e sua popularidade com as massas.

## Morte
Usuário de drogas e alcoólatra, Vysotsky faleceu em Moscou, durante as Olimpíadas de 1980 que aconteciam na cidade. Sua morte não foi divulgada pelos meios oficiais, porém a peça que ele apresentava no teatro local foi cancelada e a notícia rapidamente se espalhou. Em 28 de julho seu corpo foi exposto no Teatro Taganka. Depois de um velório que envolveu uma grande massa de pessoas, foi sepultado no Cemitério Vagankovo. A presenças de público nos Jogos caiu bastante neste dia, já que grande número de espectadores preferiu acompanhar o funeral. Dezenas de milhares de pessoas se alinharam pelas ruas para conseguir ter uma visão de seu caixão.

## Filmografia
- 1959 — Sverstnitsy (Сверстницы)  -  Mosfilm; Diretor: V. Ordynskii
- 1961 — Karyera Dimy Gorina (Карьера Димы Горина) –  M. Gorkii Studio Diretor: F. Dovlatyan & L. Mirskii
- 1962 — 713-iy Prosit Posadku (713-й просит посадку)  – Lenfilm; Diretor: G. Nikulin
- 1962 — Uvol'neniye na bereg (Увольнение на берег)  – Mosfilm; Diretor: F. Mironer
- 1963 — Shtrafnoy udar (Штрафной удар) – M. Gorkii Studio; Diretor: V. Dorman
- 1963 — The Alive and the Dead (Живые и мёртвые) – Mosfilm; Diretor: Aleksandr Stolper
- 1965 — Na zavtrashney ulitse (На завтрашней улице) – Mosfilm; Diretor: F. Filipov
- 1965 — Nash dom (Наш дом) – Mosfilm;  Diretor: V. Pronin
- 1965 — Stryapuha (Стряпуха) – Mosfilm; Diretor: E. Keosyan
- 1966 — Ya rodom iz detstva (Я родом из детства) – Belarusfilm; Diretor: V. Turov
- 1966 — Sasha-Sashen'ka (Саша-Сашенька)  – Belarusfilm; Diretor: V. Chetverikov
- 1967 — Vertikal' (Вертикаль) –  Odessa Film Studio; Diretor: Stanislav Govorukhin & B. Durov
- 1967 — Korotkiye vstrechi (Короткие встречи) – Odessa Film Studio; Diretor: Kira Muratova
- 1967 — Voyna pod kryshami (Война под крышами) – Belarusfilm; Diretor: V. Turov
- 1968 — Interventsiya (Интервенция) – Lenfilm; Diretor: Gennady Poloka
- 1968 — Khozyain taygi (Хозяин тайги) – Mosfilm; Diretor: V. Nazarov
- 1968 — Two Comrades Were Serving (Служили два товарища) – Mosfilm; Diretor: E. Karyelov
- 1969 — Opasnye gastroli (Опасные гастроли) –  Odessa Film Studio; Diretor: G. Yungvald-Hilkevich
- 1969 — Bely vzryv (Белый взрыв) –  Odessa Film Studio; Diretor: Stanislav Govorukhin
- 1972 — Chetvyorty (Четвёртый) –  Mosfilm; Diretor: A. Stolper
- 1973 — Plohkoy khoroshy chelovek (Плохой хороший человек) – Lenfilm; Diretor: I. Heifits
- 1974 — Yedinstvennaya doroga (Единственная дорога) – Mosfilm & Titograd Studio; Diretor: V. Pavlovich
- 1975 — Yedinstvennaya (Единственная) – Lenfilm; Diretor: I. Heifits
- 1975 — Begstvo mistera Mak-Kinli (Бегство мистера Мак-Кинли) –  Mosfilm; Diretor: M. Shveitser
- 1976 — Skaz pro to, kak tsar Pyotr arapa zhenil (Сказ про то, как царь Пётр арапа женил) –  Mosfilm; Diretor: Alexander Mitta
- 1977 — Ők ketten (Они вдвоём) –  Mafilm; Diretor: M. Mészáros
- 1979 — The Meeting Place Cannot Be Changed (Место встречи изменить нельзя); dirigido por Stanislav Govorukhin
- 1979 — Little Tragedies (Маленькие трагедии); dirigido por Mikhail Shveytser

## Discografia

### Em vida
- Алиса в стране чудес / Alice in Wonderland (1977) [2 vinyls]
 Peça musical, uma adaptação de Alice in Wonderland, com Klara Rumyanova, Vladimir Vysotsky, Vsevolod Abdulov. Letra e música: Vladimir Vysotsky

### Póstumas

#### França
- Le Monument (1995) [CD]
- Le Vol Arrêté (2000) [CD]

#### Alemanha
- Wir drehen die Erde (1993) [CD]
- Lieder vom Krieg (1995) [CD]

#### Rússia
- Песни / Songs (1980) [LP] Melodiya
  - Coletânea de músicas publicada logo após sua morte. [Melodiya Stereo C60-14761.2]
- Sons Are Leaving For Battle (1987) [double LP] Melodiya
  - War songs. Gravações feitas entre 1960 e 1980. [Melodiya MONO M60 47429 008/006]
- На концертах Владимира Высоцкого / At Vladimir Vysotsky's concerts
  - 01, 02, 03, ... 21 (1986–1990) [12" vinil]
- Marina Vlady / Vladimir Vysotsky (1996) [CD] [Melodiya]
- MP3 Kollektsiya: Vladimir Vysotsky [SoLyd Records]
 Concerto e gravações de estúdio
  - Disco 1
  - Disco 2
  - Disco 3
  - Disco 4 (período 1979–1980) (2002) [CD: MP3 192 kBit/s]
- Platinovaya Kollektsiya: Vladimir Vysotsky (2003) [2 CDs]